# Международный аэропорт Осака
Международный аэропорт Осака (яп. 大阪国際空港, о: сака кокусай ку: ко:; англ. Osaka International Airport) — узловой аэропорт в Японии, крупнейший хаб региона Кансай, обслуживающий внутренние авиалинии. Также часто называется аэропорт Итами (яп. 伊丹空港 Итами ку:ко:), поскольку большая часть его территории расположена в городе Итами префектуры Хиого. При этом часть комплекса терминала занимает территорию городов Тоёнака и Икеда префектуры Осака.
Начал свою работу в 1939 году как Аэропорт Осака No.2 (яп. 第二大阪飛行場 Дайни О:сака Хико:дзё:) Изначально принимал внутренние и международные рейсы, однако после открытия в 1994 году
Международного аэропорта Кансай специализируется исключительно на внутреяпонских рейсах (сохраняя в названии приставку «международный»). Аэропорт Итами, несмотря на растущую конкуренцию со стороны аэропорта Кансай и аэропорта Кобе, все ещё остаётся первым по загруженности аэропортом Кансая.
В 2010 году пассажиропоток в международном аэропорте Осака едва превысил 14,19 млн человек, стабильно сокращаясь в среднем на 530 тыс. человек в год на протяжении последних лет. Грузооборот за аналогичный период составил 125,736 тонн.
Рейсы из аэропорта Итами в аэропорт Ханэда (Токио) входит в тройку самых загруженных внутренних рейсов Японии, уступая только рейсам Токио—Саппоро и Токио—Фукуока.

## Транспорт

### Железнодорожное сообщение
Монорельс Осака — единственный вид ж/д транспорта, предоставляющий прямое сообщение между аэропортом и пригородами Осака (станция «Аэропорт Осака»). Ранее предполагалось связать аэропорт с Кобе и Осака линиями JR и Hankyu, однако эти планы не были реализованы.

### Автобусное сообщение
Сеть автобусных маршрутов связывают аэропорт с городами Осака, Кобе, Киото, Химедзи и Нара. Стоимость проезда в один конец варьируется от 460—620 йен (Осака) до 1440—1680 йен (Нара).